# Movistar Plus+
Movistar Plus+ (leia-se Movistar Plus) é uma plataforma de Televisão por assinatura espanhola, propriedade de Telefónica. Uma plataforma via cabo e satélite, foi lançada oficialmente o 8 de julho de 2015 e tem sua origem na fusão das plataformas Canal+ (satélite) e Movistar TV (IPTV).
A 1 de janeiro de 2021, Movistar+ é a plataforma de televisão por assinatura com mais abonados em Espanha, com 3,9 milhões equivalentes ao 46% do mercado.

## História
Desde 2013, publicaram-se diversas notícias sobre a possível compra de Canal+ por parte de Telefónica para que o Grupo PRISA pudesse acabar com parte de sua dívida. Segundo diversos meios, tinha muitas empresas que também queriam comprar a plataforma de televisão de pagamento, como Al Jazeera, Vivendi, Liberty Global e o magnata Rupert Murdoch. No entanto, essa venda não teve repercussão mediática e parecia que as negociações e ofertas alongar-se-iam muito.
O 6 de maio de 2014, Telefónica apresentou uma oferta vinculante para fazer-se com o 56% que o Grupo PRISA tinha em Canal+, a mudança de pagar uns 725 milhões de euros. No dia seguinte, os meios faziam-se eco da aceitação do Grupo PRISA. A empresa vendedora expressava que "durante um período de trinta dias" desde então, negociar-se-ia com a compradora para seguir com o processo de compra, o qual seria regulado e analisado pela CNMC e Bruxelas, para que não tivesse monopólio ou se estabelecessem umas condições negativas para a concorrência. O fechamento desta compra está condicionado à obtenção da preceptiva autorização das autoridades de concorrência e à aprovação por um painel representativo dos bancos financiadores do Grupo PRISA.

## Movistar+ em outros dispositivos

### Movistar+ Ready
Movistar+ Ready é um serviço que oferece gratuitamente Movistar para os clientes de Movistar+. Nele se pode substituir o decodificador por um aplicativo disponível no Smart Hub dos televisores de Samsung. Para isso a televisão tem que estar ligada a Internet através do cabo LAN. Movistar+ Ready inclui o dial em HD e o serviço Yomvi. Está disponível nos televisores Samsung a partir da faixa de 2014.

### Yomvi
Depois da fusão, Telefónica manteve Yomvi, a marca que lançou Canal+ em 2011 para suas emissões Internet. Desta maneira, pode-se ver Movistar+ de maneira interactiva, tanto em rede como mediante um televisor. Também está disponível em dispositivos Android e Apple